# Cardioglossa cyaneospila
Cardioglossa cyaneospila là một loài ếch thuộc họ Arthroleptidae.
Loài này có ở Burundi, Cộng hòa Dân chủ Congo, và Rwanda.
Môi trường sống tự nhiên của chúng là vùng núi ẩm nhiệt đới hoặc cận nhiệt đới và sông ngòi.